# Parcul Natural Strandja
Parcul natural Strandja (în bulgară Природен парк Странджа, transliterat: Priroden park Strandja) este cea mai mare arie protejată din Bulgaria, care se întinde pe un teritoriu de 1.161 km² în Munții Strandja, în extremitatea de sud-est a țării, la granița cu Turcia. El a fost înființat la 25 ianuarie 1995 pentru a proteja ecosistemele și biodiversitatea de importanță europeană, precum și patrimoniul tradițional cultural, istoric și folcloric al regiunii. Altitudinea variază de la 710 m în vârful Grădiște la cota 0 pe litoralul Mării Negre cu o lungime medie de 50 km de la vest la est și 20 km de la nord la sud. 
Parcul natural este situat în provincia Burgas având pe teritoriul său două localități urbane, Malko Tărnovo și Ahtopol și mai multe sate. Cuprinde cinci rezervații naturale: Silkosia⁠(d), Sredoka, Tisovița, Uzunbodjak și Vitanovo⁠(d). Silkosia este cea mai veche din Bulgaria, înființată în 1933, iar Uzunbodjak este inclusă în Rețeaua Mondială a Rezervațiilor Biosferei⁠(d) în cadrul programului UNESCO Omul și Biosfera. Întregul teritoriu face parte din rețeaua de zone de protecție a naturii din Uniunea Europeană, Natura 2000. 
Parcul Natural Strandja se încadrează în două ecoregiuni terestre ale pădurilor temperate de foioase și de amestec⁠(d) — pădurile balcanice de amestec⁠(d) și pădurile de foioase euxino-colcice⁠(d). Pădurile acoperă 80% din suprafața parcului, pădurile primare⁠(d) formând 30% din acestea. Aceste păduri sunt ultimele păduri temperate cu lăstăriș de laur veșnic verde din Europa. Parcul are cel mai mare număr de specii de vertebrate din toate ariile protejate din Bulgaria, inclusiv 66 de specii de mamifere, 269 specii de păsări, 24 de specii de reptile, 10 specii de amfibii și 41 de specii de pești de apă dulce, precum și 70 de specii de pește marin⁠(d) în apele Mării Negre. Fauna nevertebrată este slab cercetată și include 84 de specii endemice bulgare, dintre care 4 sunt locale și 34 de specii relicte⁠(d).
Cele mai vechi urme de locuire umană găsite pe teritoriul parcului datează din perioada neolitică, aproximativ 6000 î.e.n. Pe la mijlocul mileniului I î.e.n., Strandja era locuită de triburi tracice, făcând parte din mai multe regate tracice până când regiunea a fost anexată de Imperiul Roman în anul 45 e.n. În Evul Mediu, zona a fost disputată între Imperiul Bizantin și Țaratul Bulgar, până când a fost cucerită de turcii otomani⁠(d) la sfârșitul secolului al XIV-lea. După eliberarea Bulgariei⁠(d) în 1878, Strandja a rămas în Imperiul Otoman, ceea ce a dus la Răscoala de Sfântul Ilie-Schimbarea la Față din 1903 a populației bulgare. Regiunea a fost eliberată în 1912 în timpul Primului Război Balcanic. Istoria bogată a lăsat un patrimoniu cultural important din partea mai multor civilizații și tradiții folclorice unice pentru Bulgaria, cum ar fi Nestinarstvo,⁠(d) un dans desculț pe ramuri de brad arzând mocnit — un vestigiu din trecutul păgân. Arhitectura tradițională de lemn din Strandja de la mijlocul secolului al XVII-lea și al XIX-lea este păstrată în satele Brășlean și Kosti, precum și în orașul Malko Tărnovo.

## Administrarea parcului

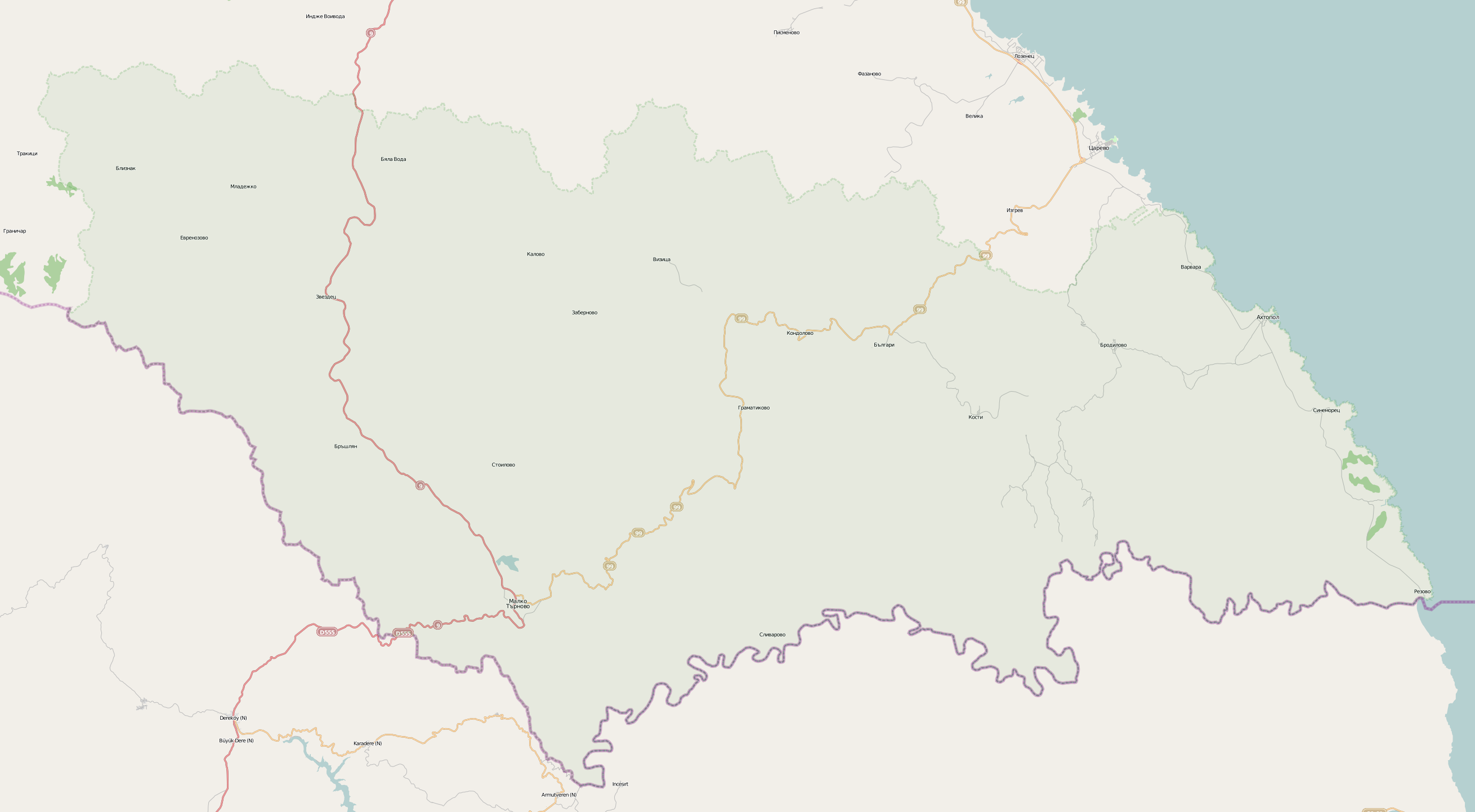
O hartă a parcului natural Strandja

Parcul natural Strandja a fost înființat la 25 ianuarie 1995 pentru a proteja ecosistemele și biodiversitatea, precum și patrimoniul tradițional cultural, istoric și folcloric al regiunii. Înainte de 1995, protecția regiunii fusese fragmentată, formată din rezervații naturale și zone protejate izolate. Parcul este administrat de o direcție cu sediul în Malko Tărnovo și în subordinea Agenției Forestiere Executive din cadrul Ministerului Mediului și Apelor⁠(d) din Bulgaria. Direcția pune în aplicare politica de stat pentru gestionarea și controlul ariei protejate, vizând conservarea pe termen lung a naturii unice și asigurarea dezvoltării sociale și economice durabile a regiunii. Ea monitorizează gestionarea și conservarea resurselor forestiere, cinegetice și piscicole, încurajând în același timp turismul și protecția mediului. 
Parcul se încadrează în categoria V (peisaj protejat / peisaj marin) a Uniunii Internaționale pentru Conservarea Naturii. Întregul teritoriu al parcului și apele Mării Negre adiacente sunt incluse în rețeaua Uniunii Europene a zonelor de protecție a naturii Natura 2000 sub codurile Strandzha BG0001007 și Strandzha BG0002040. Parcul natural Strandja este listat ca o importantă zonă de păsări și biodiversitate de către BirdLife International. Există două centre de informare pentru vizitatori: în Malko Tărnovo și în Gramatikovo.

## Geografie

### Generalități
Parcul natural Strandja este situat integral în provincia Burgas pe teritoriul a două comune, Malko Tărnovo și Țarevo, în colțul sud-estic extrem al Bulgariei. Această zonă include 7.000 de locuitori în 19 sate, precum și în orașele Malko Tărnovo și Ahtopol. Strandja este cea mai slab populată regiune din Bulgaria, cu o densitate a populației de 10 persoane pe km2. Este accesibilă prin drumul de clasa întâi I-9⁠(d) spre vest și pe drumul de clasa a treia III-9901 spre est, care deservește zona de coastă a parcului. Cele două drumuri sunt legate prin drumul de clasa a doua II-99. Cu o suprafață de 1.161 km², sau aproximativ 1% din teritoriul național, parcul este cea mai mare arie protejată din Bulgaria. Datorită locației geografice în imediata vecinătate a Asiei, parcul conține biodiversitate de importanță europeană, precum și un patrimoniu istoric unic. 
Vegetația din Strandja a evoluat înainte de formarea Strâmtorii Bosfor, pe când întreaga coastă sudică a Mării Negre era legată și reprezintă cea mai vestică extensie a ecoregiunii euxino-colcice⁠(d). Datorită proximității a trei mări, Marea Neagră, Marea Marmara și Marea Egee, Strandja a rămas neafectată de glaciațiunea cuaternară⁠(d) și și-a păstrat climatul blând și relativ umed. În aceste condiții, regiunea a păstrat specii relicte din neogene.

### Relief, geologie și soluri
Relieful din Strandja este deluros, caracterizat prin creste ușoare acoperite cu păduri dense. La vest, versanții sunt mai abrupți și mai accidentați. Parcul natural Strandja are două creste clar definite — creasta Rezovo cu cel mai înalt punct în vârful Goleamo Grădiște la 710 m și creasta Bosna⁠(d) cu Papia la 502 m. Aproximativ 38% din teritoriul parcului are o altitudine între 0–20 m, 60% între 20–60 m și doar 2% se află la peste 60 m. Muntele este un anticlinal cu straturi de miez formate din roci magmatice și metamorfice cu origine paleozoică și straturi de suprafață acoperite cu sedimente mezozoice care datează din perioadele triasic, jurasic și cretacic. Anticlinalul are o orientare de la nord-vest la sud-est. Văile râurilor sunt tinere din punct de vedere geologic, formate în timpul cuaternarului și au pante blânde și înclinații domoale. În regiunile vestice există o zonă carstică extinsă, cu roci carbonatate, care se întind din satul Varovnik până în orașul Malko Tărnovo, cu ponoare, avenuri și peșteri. 
Teritoriul Parcului Natural Strandja se încadrează în zona de soluri mediteraneene din Europa, caracterizat prin soluri umede în comparație cu restul Europei de Sud. Există șapte tipuri de soluri în parc, conform bazei mondiale de referință pentru resurse de sol⁠(d) — fluvisol⁠(d) (4% din suprafața parcului), leptosol⁠(d) (10%), Cambisol⁠(d) (4%), luvisol⁠(d) (46%), Planosol⁠(d) (20%), Alisol⁠(d) (11%) și Nitisol⁠(d) (5%). Strandja este singurul loc din Bulgaria unde se găsesc alisoluri și singurul loc din Europa cu nitisol. 

### Climă
Clima din Strandja este influențată de proximitatea Mărilor Neagră, Marmara și Egee, care distinge clar climatul local de cel al restului Bulgariei. Regiunea este printre cele mai calde din țară, cu temperaturi care rareori scad sub 0°C iarna și cresc peste 24°C vara datorită efectului moderator al Mării Negre. Temperatura medie scade odată cu creșterea altitudinii din interior, ceea ce creează condiții pentru ceață mai frecventă și de durată mai lungă, ninsori mai puternice și înghețuri mai timpurii. În timpul iernii, ceața frecventă duce la chiciură și înghețarea pădurilor la altitudini peste 500 m.
| Date climatice pentru Malko Tărnovo                                                 | Date climatice pentru Malko Tărnovo | Date climatice pentru Malko Tărnovo | Date climatice pentru Malko Tărnovo | Date climatice pentru Malko Tărnovo | Date climatice pentru Malko Tărnovo | Date climatice pentru Malko Tărnovo | Date climatice pentru Malko Tărnovo | Date climatice pentru Malko Tărnovo | Date climatice pentru Malko Tărnovo | Date climatice pentru Malko Tărnovo | Date climatice pentru Malko Tărnovo | Date climatice pentru Malko Tărnovo | Date climatice pentru Malko Tărnovo |
| Luna                                                                                | Ian                                 | Feb                                 | Mar                                 | Apr                                 | Mai                                 | Iun                                 | Iul                                 | Aug                                 | Sep                                 | Oct                                 | Nov                                 | Dec                                 | Anual                               |
| ----------------------------------------------------------------------------------- | ----------------------------------- | ----------------------------------- | ----------------------------------- | ----------------------------------- | ----------------------------------- | ----------------------------------- | ----------------------------------- | ----------------------------------- | ----------------------------------- | ----------------------------------- | ----------------------------------- | ----------------------------------- | ----------------------------------- |
| Maxima medie °C (°F)                                                                | 5.1 (41,2)                          | 6.7 (44,1)                          | 8.1 (46,6)                          | 15.6 (60,1)                         | 20.8 (69,4)                         | 24.6 (76,3)                         | 27.1 (80,8)                         | 27.9 (82,2)                         | 23.5 (74,3)                         | 17.9 (64,2)                         | 12.9 (55,2)                         | 7.9 (46,2)                          | 16,6 (61,9)                         |
| Media zilnică °C (°F)                                                               | 1.4 (34,5)                          | 2.8 (37)                            | 4.5 (40,1)                          | 10.0 (50)                           | 14.9 (58,8)                         | 18.6 (65,5)                         | 20.6 (69,1)                         | 20.7 (69,3)                         | 16.6 (61,9)                         | 12.2 (54)                           | 8.5 (47,3)                          | 4.5 (40,1)                          | 11,3 (52,3)                         |
| Minima medie °C (°F)                                                                | −2.1 (28,2)                         | −0.7 (30,7)                         | 0.7 (33,3)                          | 5.2 (41,4)                          | 9.6 (49,3)                          | 12.5 (54,5)                         | 13.6 (56,5)                         | 14.2 (57,6)                         | 11.0 (51,8)                         | 7.9 (46,2)                          | 5.1 (41,2)                          | 1.1 (34)                            | 6,5 (43,7)                          |
| Precipitații mm (inches)                                                            | 120 (4.72)                          | 91 (3.58)                           | 74 (2.91)                           | 65 (2.56)                           | 64 (2.52)                           | 64 (2.52)                           | 40 (1.57)                           | 34 (1.34)                           | 62 (2.44)                           | 102 (4.02)                          | 121 (4.76)                          | 131 (5.16)                          | 968 (38,11)                         |
| Sursă: Ghidul climatic al Bulgariei (temperaturi 1931–1970; precipitații 1931–1985) |                                     |                                     |                                     |                                     |                                     |                                     |                                     |                                     |                                     |                                     |                                     |                                     |                                     |

Vânturile sunt predominant nordice. De-a lungul coastei vânturile bat dinspre nord în noiembrie–martie, dinspre est în aprilie–august și dinspre nord-est în septembrie–octombrie. Briza mării provoacă vara frecvența ridicată a vânturilor estice. În interior direcția vântului predominant este mai variată, vânturile de nord fiind cele mai frecvente în ianuarie–martie și în octombrie.
Precipitațiile anuale sunt mari, atingând în unele zone la peste 1.000 mm. De-a lungul coastei, precipitațiile sunt sub influența Mediteranei și sunt caracterizate cu un maxim iarna, în timp ce regiunile mai înalte din Strandja mai au un al doilea maxim în mai–iunie, ca urmare a climatului continental. În interior, precipitațiile sunt mai abundente și sunt influențate de vânturile reci de nord și nord-est. Nu există protecție naturală către nord, ceea ce duce adesea la scăderi bruște ale temperaturii. 
Strandja are un potențial semnificativ pentru terapie climaterică. Datorită climatului sănătos de-a lungul coastei, combinat cu plajele nisipoase, Ahtopol a fost desemnată stațiune climaterică de importanță națională, iar Sinemoreț este stațiune climaterică de importanță locală.

### Râuri

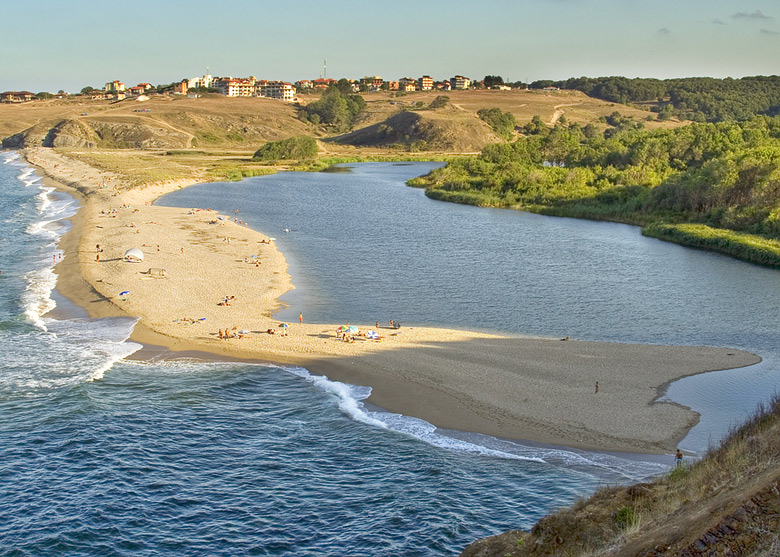
Gura râului Veleka la Sinemoreț

Strandja este străbătută de o rețea densă de văi adânci, pâraie și râuri. Râurile au un debit maxim în timpul iernii, în noiembrie–decembrie. Cu o lungime totală de 147 km, râul Veleka este cel mai lung și mai mare din Strandja. Cursul său superior are o albie stâncoasă și multe repezișuri. Pe măsură ce râul curge prin regiunea carstică a muntelui, malurile sale devin abrupte cu stânci și prăpastii. După satul Zvezdeț, valea râului se lărgește, înclinațiile scad, curgerea apei încetinește și râul creează multe meandre. În cursul inferior, malurile râurilor sunt inundate sezonier, formând o pădure umedă de plante cu rădăcini înalte. Veleka este navigabilă pe primii 8 km de la gura râului.
Al doilea cel mai lung râu este râul Rezovo, de 112 km. El în general curge spre est și de-a lungul majorității cursului său formează granița dintre Bulgaria și Turcia. Conform unei ipoteze, etimologia sa este legată de legendarul rege trac Rhesus. Malurile râului sunt acoperite cu păduri dese de stejar și fag. Malul bulgăresc se caracterizează prin multe formațiuni abrupte cu peșteri. Râul Rezovo este mai rapid și mai rece decât Veleka și, prin urmare, are o populație mai mare de păstrăvi. Printre afluenții Velekăi se numără Mladejka (40 km), Meci Dol (26 km), Katun (15 km), iar principalul afluent al râului Rezovo este râul Delievska (17 km). 

## Arii protejate

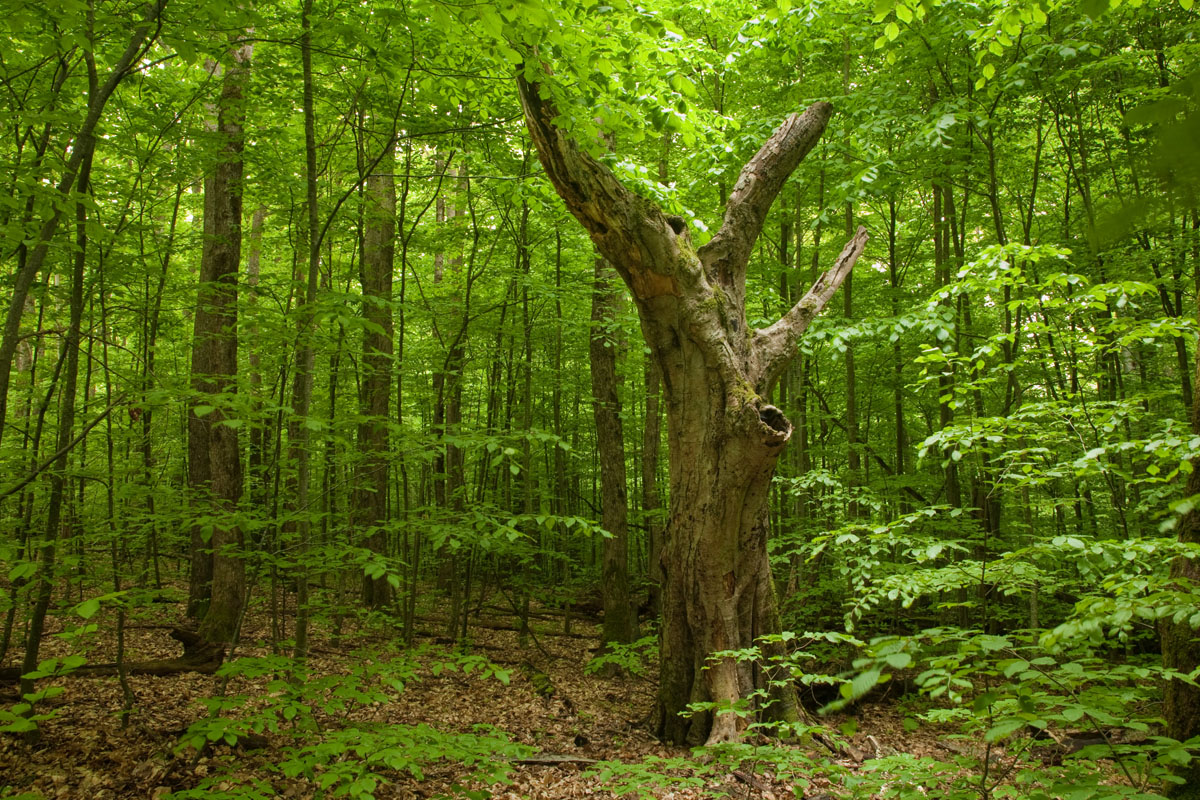
Pădure din rezervația Uzunbodjak

Parcul natural Strandja cuprinde cinci rezervații naturale (Silkosia⁠(d), Sredoka, Tisovița, Uzunbodjak și Vitanovo⁠(d)), opt monumente ale naturii și 14 arii protejate. Silkosia este prima rezervație naturală din Bulgaria, înființată în 1933. Este situată la 2 km nord de Kosti și la 1 km est de Bălgari. Găzduiește 260 de specii de plante vasculare și păduri cu vârsta medie a copacilor de 120–130 de ani. Srednoka este situată pe cursul inferior al râului Meci Dol și este singura rezervație din Strandja cu multe pajiști și spații deschise. Tisovița este situată într-o zonă cu acces dificil de-a lungul malurilor râului omonim și dispune de situri arheologice din Tracia antică. Uzunbodjak este inclusă în Rețeaua Mondială a Rezervațiilor Biosferei⁠(d) în cadrul programului UNESCO Omul și Biosfera și este situat de-a lungul graniței cu Turcia.  Vitanovo este situată pe creasta principală a lui Rezovo la 9 km de Malko Tărnovo și la 5 km de Brășlean. Altitudinea sa variază între 400–600 m, ceea ce face ca vegetația să difere de cea din celelalte rezervații. Accesul la rezervații este limitat la echipele de cercetare, cu câteva trasee turistice strict definite. Printre cele mai semnificative arii protejate se numără gura râului Veleka și Silistar. Silistar este situat pe coasta Mării Negre între satele Sinemoreț și Rezovo și are cel mai mare număr de specii de plante pe kilometru pătrat din Bulgaria.

## Biologie

### Floră
În ceea ce privește biogeografia, parcul se încadrează atât în pădurile balcanice de amestec⁠(d), cât și în pădurile de foioase euxino-colcice,⁠(d) ecoregiuni terestre ale pădurii temperate de foioase și de amestec⁠(d) palearctice. Combinația dintre climă, poziție geografică specifică și relief, precum și lipsa unei influențe antropice puternice, au contribuit la formarea a 130 de habitate diferite, ceea ce face ca Parcul Natural Strandja să fie primul după acel indicator între toate zonele protejate din Europa.  Există 1670 de specii de plante vasculare care constituie 44% din numărul total de specii din Bulgaria.

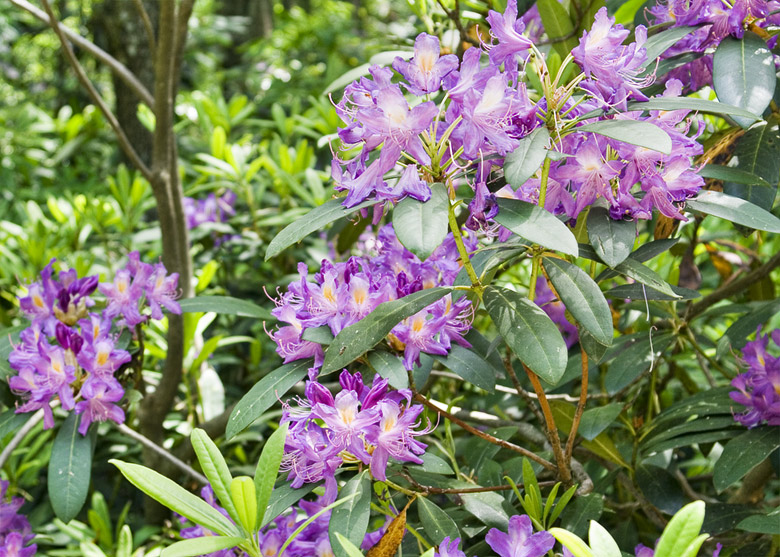
, simbolul parcului natural Strandja

Vegetația parcului cuprinde multe comunități de tip mediteranean și submediteraneean: păduri de stejar de zone calde, cu pădure de arbuști de sclerofilă⁠(d) perenă, cum ar fi erica (Erica arborea⁠(d)), ghimpele pădureț (Ruscus aculeatus), pojarnița (Hypericum calycinum⁠(d)), măslinul verde (Phillyrea latifolia⁠(d)), Cistus incanus, trandafirul de stâncă (Cistus salvifolius⁠(d)), printre altele. Pășunile xerotermice de-a lungul coastei și în unele zone din vestul parcului au înlocuit pădurile distruse de activitatea umană. Cele mai răspândite comunități florale de acest tip sunt dominate de Chrysopogon gryllus⁠(d), Bothriochloa ischaemum⁠(d) și firuța bulboasă (Poa bulbosa⁠(d)). Dunele de coastă adăpostesc vegetație psamofită. Malurile râului sunt acoperite de păduri dense de arin negru (Alnus glutinosa), salcie albă (Salix alba) și salcie fragedă (Salix fragilis⁠(d)).  
Pădurile de foioase⁠(d) acoperă 80% din suprafața parcului și cuprind 28 de habitate forestiere și 18 de arbuști. Această varietate se datorează văilor inferioare ale râului, coastei mării și terenului carstic. Printre acestea se numără păduri de fag oriental (Fagus orientalis⁠(d)), gorun (Quercus petraea), stejar strandjan (Quercus hartwissiana⁠(d)), stejar unguresc (Quercus frainetto), carpen (Carpinus betulus), carpen oriental (Carpinus orientalis⁠(d)) și tei pucios (Tilia cordata), cu subarboret de rhododendron pontic (Rhododendron ponticum⁠(d)), afin caucazian (Vaccinium arctostaphylos⁠(d)), laur englezesc (Prunus laurocerasus⁠(d)), ilex colcic (Ilex colchica⁠(d)), primula de pășune himalayană (Primula rosea⁠(d)) și iarbă neagră (Calluna). 
Există 64 de specii de plante relicte⁠(d), dintre care 6 nu pot fi găsite în alte părți ale Uniunii Europene — stejar strandjan, afinul caucazian, ilexul colcic, dafinul pontic (Daphne pontica⁠(d)), Hypericum androsaemum⁠(d) și H. calycinum.  Rododendrul pontic este simbolul parcului și o importantă specie relictă cu un areal extrem de disjunct în Europa, unde trăiește doar în nord-vestul Peninsulei Iberice și în Strandja. Există 56 de specii de plante endemice, inclusiv endemice locale (Veronica turrilliana⁠(d) și Anthemis jordanovii), endemice coastei de vest a Mării Negre (Silene caliacrae⁠(d) și Lepidotrichum uechtrizianum), 6 endemice Bulgariei (Pyrus bulgarica, Oenanthe millefolia, Galium bulgaricum⁠(d), Veronica krumovii, printre altele) și 40 endemice Peninsulei Balcanice, cum ar fi Saponaria stranjensis. 113 specii sunt listate în Cartea Roșie a Bulgariei, inclusiv mai multe specii care în Bulgaria pot fi găsite doar în acest parc — Ophrys reinholdii⁠(d), Verbascum bugulifolium⁠(d), ideritisy sriaca⁠(d), Cistus laurifolius⁠(d), printre altele. 

### Faună
Parcul Natural Strandja are cea mai bogată faună de vertebrate dintre toate zonele protejate din Bulgaria — 410 specii, fără a număra 70 de specii de pești marini. Există 66 de specii de mamifere care se înmulțesc aici. Printre cele mai frecvente sunt căprioara, cerbul roșu, mistrețul, lupul cenușiu, șacalul auriu, vulpea roșie, viezurele și jderul de piatră. Parcul protejează unele dintre cele mai mari și mai importante populații de vidră europeană și de pisică sălbatică din Europa. Jderul de copac și dihorul pătat⁠(d) sunt mai puțin frecvenți în Strandja. Există 25 de specii de lilieci, inclusiv liliacul cu urechi mari⁠(d) și liliacul pitic al lui Kuhl⁠(d). Printre cele 27 de specii de mamifere mici din parc se numără popândăul european, orbetele mic⁠(d), șoarecele lui Günther⁠(d), trei specii de pârș și alte două specii amenințate la nivel mondial. Parcul este un sanctuar important al pârșului lui Roach⁠(d). Au existat rapoarte despre prezențafocilor-călugăr mediteraneene pe stâncile și în peșterile din Silistar. 
Strandja este situat pe Via Pontica, a doua cea mai mare rută migratorie pentru păsări din Europa. Golful și estuarele de-a lungul coastei Mării Negre sunt o destinație de iernare pentru unele păsări. În parc există 269 de specii de păsări, inclusiv populații cu importanță globală de ciocănitoare cu spinare albă, muscar semigulerat⁠(d), frunzărița balcanică⁠(d) și pițigoiul de livadă, precum și populații de importanță europeană de hoitar, barză albă, barză neagră, buhă și patru specii de vultur.

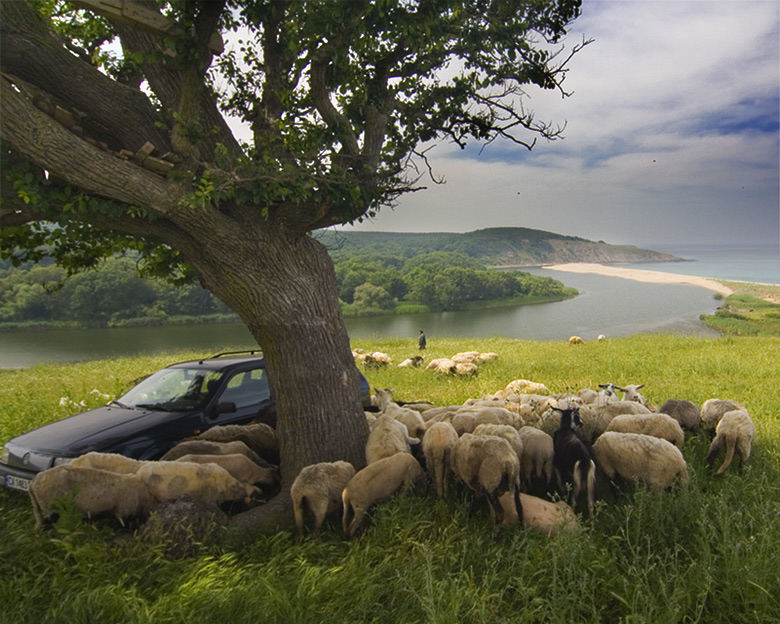
Peisaj din parcul natural Strandja

Există 24 de specii de reptile, dintre care 11 au o populație de importanță globală. Între acestea se numără șarpele-bici roșu⁠(d), șarpele lui Esculap, șarpele orb european, năpârca uriașă⁠(d) (cea mai mare șopârlă din Europa), geckoul lui Kotschy, țestoasa europeană de baltă, țestoasa balcanică de baltă⁠(d), țestoasă dobrogeană⁠(d), țestoasa lui Hermann⁠(d) etc.  Șopârla ageră, tipică pentru vestul Bulgariei, dar foarte rară în est, este și ea prezentă în parc. Au fost consemnate zece specii de amfibieni, cum ar fi brotăcelul, broasca de pământ siriacă⁠(d) și tritonul cu creastă⁠(d). Este de remarcat absența reptilelor și amfibienilor obișnuiți, cum ar fi salamandra de uscat, broasca de pământ brună⁠(d) și vipera comună europeană. 
Ihtiofauna parcului este una dintre cele mai bogate din Europa, cu 41 de specii de pește cu apă dulce și salmastră, precum și 70 de specii de pești marini. Există nouă specii relicte ponto-caspice și cinci specii boreale. Cele ponto-caspice datează din străvechea Mare Sarmatică. Cele boreale datează din epoca răcirii cuaternare. Alburnus schischkovi⁠(d) și boișteanul bulgăresc⁠(d) sunt specii endemice care pot fi găsite doar în apele râurilor Veleka și Rezovska. Există mai multe specii restricționate la bazinul Mării Negre (virezub, guvid cu cap mare, guvid mare, hanos, moacă de brădiș, moacă de brădiș vestică⁠(d) și moacă de nămol). Strunghilul și șalăul de mare⁠(d) se găsește în bazinele caspice și din Marea Neagră. 
Fauna nevertebrată este slab studiată. Există 80 de specii endemici Bulgariei și 4 locale, precum și 34 de specii relicte.

## Patrimoniul cultural

### Istorie

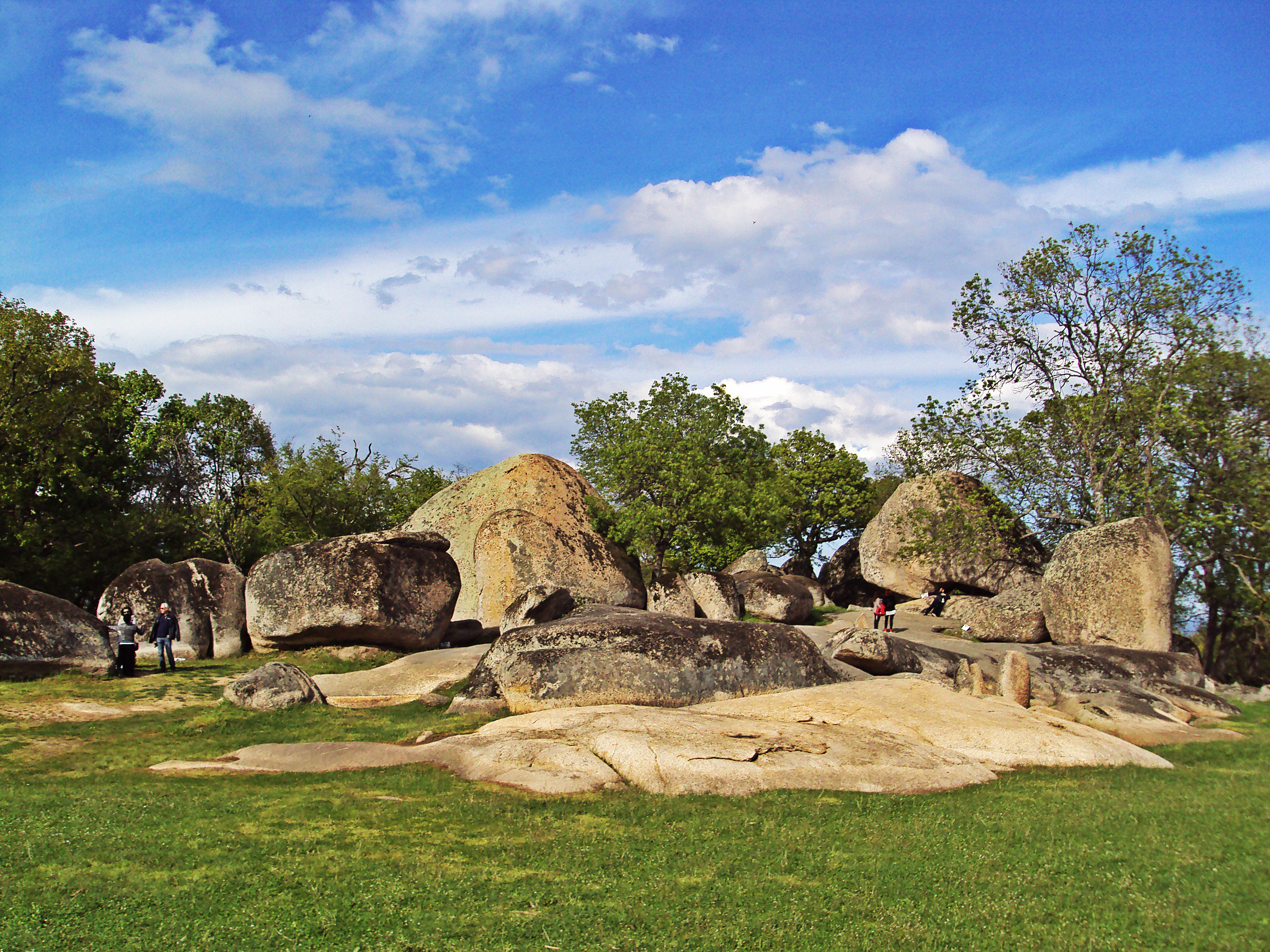
Vedere a sanctuarului stâncos tracic de la Beglik Taș, situat pe capul, la câțiva kilometri nord de parc

Istoria documentată pentru zona Strandja datează de câteva milenii. Cele mai vechi urme de locuire umană sunt topoarele de piatră și fragmentele ceramice găsite în peninsula Ahtopol și sunt datate din perioada neolitică (c. 6000-3000 î.e.n.). De la mijlocul mileniului I î.e.n., muntele a fost locuit de triburile trace Thyni⁠(d) și Asti și a făcut parte din regatul Odris. Tracii din Strandja erau celebri pentru raidurile lor de pirați. Până în secolul al II-lea î.e.n., puterea regatului Odris a scăzut și a devenit un stat clientelar al Republicii Romane. Cu toate acestea, și-a păstrat independența până în 46 î.e.n., când a fost anexat de Imperiul Roman, formând provincia Tracia. Regiunea a rămas parte a Imperiului Roman și a succesorului său Imperiul Bizantin. În epoca romană, Strandja era un centru de minerit și metalurgie a cuprului și fierului.  La sfârșitul secolului al VI-lea și începutul secolului al VII-lea, slavii s-au stabilit în majoritatea Balcanilor, inclusiv în Strandja. Întregul teritoriu al parcului actual a fost cuprins în Țaratul Bulgar pentru prima dată în perioada războiului bizantino-bulgar din 894–969⁠(d). Strandja a rămas o regiune disputată între Bulgaria și Bizanț pe tot parcursul Evului Mediu. În secolul al XIV-lea, țărul bulgar Ivan Alexandru (1331-1371) a dat adăpost călugărului isihast Grigorie Sinaitul⁠(d) și a oferit fonduri pentru construirea unei mănăstiri în apropiere de Paroria, în zona protejată omonimă din parcul modern, care a atras clerici din Bulgaria, Bizanț și Serbia.
Interiorul regiunii a căzut în mâinile turcilor otomani⁠(d) la scurt timp după 1369, iar orașele de coastă au fost cucerite în 1453. Sub stăpânire otomană, multe sate au furnizat trupe auxiliare armatei otomane sau a trebuit să protejeze munții și, prin urmare, s-au bucurat de un statut mai favorabil — nu plăteau biruri, iar bărbații aveau dreptul să poarte arme. Pe teritoriul parcului modern existau 17 sate privilegiate unde musulmanii nu aveau voie să se stabilească. În perioada de tulburare internă în Imperiul Otoman din 1785–1810, bandiții au făcut ravagii în Strandja, soldate cu migrarea a mii de oameni. Un alt val de migrație masivă a urmat Războiului Ruso-Turc (1828–1829) și mulți bulgari s-au stabilit în zonele de sud ale Imperiului Rus. După eliberarea Bulgariei⁠(d) în 1878, Strandja a rămas în afara granițelor statului renăscut. În iulie 1903, în zona istorică Petrova Niva⁠(d), delegații Organizației Revoluționare Interne Macedonia-Adrianopol au plănuit declanșarea unei revolte anti-otomane. Revolta de Sfântul Ilie-Schimbarea la Față a izbucnit în Strandja și în Macedonia în august 1903 și a durat aproximativ douăzeci de zile înainte de a fi suprimată de turci, care au comis mari atrocități împotriva populației locale. Peste 60 de sate au fost incendiate și mii de oameni au fost masacrați. Strandja a fost eliberată în timpul Primului Război Balcanic (1912–1913) și a fost oficial alipită Bulgariei după cel al Doilea Război Balcanic din 1913. 

### Patrimoniul arheologic și arhitectural
Bogata istorie a zonei a lăsat vestigii importante pe teritoriul parcului. Tracii se închinau unui zeu Soare încă din Epoca Bronzului și multe dintre sanctuarele lor de stâncă și din dolmeni s-au păstrat în Strandja. Una dintre principalele caracteristici este prezența structurilor megalitice. Printre cele mai importante monumente din acea epocă se află complexul de cult tracic din Mișkova Niva, unul dintre versanții de sud-est ai vârfului Goleamo Grădiște, la 3 km de Malko Tărnovo. Complexul, construit în onoarea unei căpetenii locale și a unui mare preot, includea o movilă cu cupolă, un edificiu fortificat pentru preoți, o necropolă de lut, o mină și o fortăreață. Movila cu cupole are un diametru de 25 m, construit din trei rânduri și blocuri de marmură albă și a fost păstrat până la o înălțime de 1,8 m. Cetatea este situată pe vârful Goleamo Grădiște, cel mai înalt punct al parcului; diametrul său este de 100 m iar pereții sunt de 2,5 m grosime. În secolele al V-lea–al III-lea î.e.n., era dolmen și a fost reconstruit ca sanctuar monumental în secolele al III-lea–al II-lea î.e.n. Complexul a ocupat un loc proeminent în viața religioasă a semințiilor tracice de pe întregul munte.
Necropola tracică de la Propada, la 3 km nord-vest de Malko Tărnovo, conține 40 de movile funerare pe un deal format din blocuri de marmură. Monedele descoperite în timpul săpăturilor dovedesc practica obolului lui Charon⁠(d). Ritualul constituie o monedă care este plasată în sau pe gura mortului înainte de înmormântare ca plată pentru Charon, luntrașul care transportă sufletele peste râul care desparte lumea celor vii de lumea morților. Partea de sus a dealului este încununată de un mic mormânt cu cupole, cu un plan de construcție similar cu cel al mormintelor tracice din Kazanlăk, Aleksandrovo, Mezek etc. Necropola a fost activă până în secolul al IV-lea e.n. Un alt sanctuar de interes este situat în Kamenska Barcina, la 10 km de Malko Tărnovo. Este localizat într-o zonă de roci conglomerate, care sunt relativ rare în Strandja. Există multe cercuri sculptate în stâncă, asociate cultului soarelui și pregătirii vinului sacru.
În Strandja au existat în jur de 60 de cetăți tracice, multe dintre ele fiind folosite și în Evul Mediu când s-au construit biserici în curțile lor interioare. Cetățile au fost construite din pietre mari, fără utilizarea mortarului. Vestigiile acestor cetăți pot fi găsite în apropierea satelor Mladejko, Bălgari, Brodilovo, Malko Tărnovo etc. Ruinele unei cetăți cu fundații de biserică sunt situate la 8 km sud-est de Zvezdeț. Există ruinele mai multor mici castele bizantine timpurii de-a lungul coastei dintre râurile Veleka și Rezovo. Acestea făceau parte din sistemul defensiv construit de împăratul Iustinian I (r. 527–565) împotriva incursiunilor avare și slave. Pe un mică promontoriu la sud de Ahtopol se află ruinele bisericii Sf. Iani, care făceau parte dintr-un complex monahal mai mare. Singura secțiune păstrată a edificiului este absida. 
În timpul stăpânirii otomane, zona a fost izolată, ceea ce a influențat formarea unui stil local de arhitectură rurală. Casele din lemn din Strandja au evoluat în secolele al XVII-lea și al XVIII-lea. Au fundația și primul etaj din piatră și un al doilea etaj din lemn. Pereții, podelele și tavanele sunt construite din stejar. Casele urmează adesea un plan alungit — toate camerele sunt aranjate una după alta. Un element arhitectonic important este șemineul, construit în piatră, de până la 2 m lățime în fundațiile sale și 1 m adâncime. Se îngustează în înălțime și ia forma unei piramide trunchiate. Exemple de case din Strandja au fost păstrate în Malko Tărnovo, Brășlean și Kosti.

### Etnografie și folclor
Istoric, regiunea a fost un centru al culturii bulgărești. Strandja este locuită de trei grupuri etnografice — rupți, tronki și zagorți. Rupții strandjeni sau estici (numiți astfel pentru a-i distinge de rupții rodopeni) sunt considerați cei mai mari dintre cele trei grupuri. Etimologia numelui este legată de cuvântul ropa sau rupa, care înseamnă „puț de mină” în dialectele locale. Ei au păstrat câteva vestigii ale tradițiilor și ritualurilor religioase păgâne din Antichitate. Ei vorbesc graiul strandjan⁠(d), care face parte din dialectele rup⁠(d) și a păstrat multe cuvinte din limba bulgară veche. Așezările tradiționale ale rupților din parc sunt Bălgari, Brășlean, Beala Voda, Gramatikovo, Kalovo, Kondolovo, Malko Tărnovo, Rezovo, Slivarovo, Stoilovo, Vizița, Zabernovo și Zvezdeț. După 1913, rupții care locuiau pe teritoriul Turciei moderne s-au stabilit în regiunile de nord-vest din Strandja. Principala lor ocupație era creșterea animalelor și, în special, creșterea ovinelor, exploatarea lemnului⁠(d), producția de mangal și mineritul. Al doilea grup ca mărime sunt tronkii, care trăiesc în principal în zonele de nord și de vest ale parcului din comuna Sredeț. Ei își câștigau viața în principal în agricultură, dar și în creșterea ovinelor și a bovinelor. Zagorții locuiesc în regiunile din nordul parcului și se crede că au migrat din nord-estul Bulgariei. 
Obiceiurile și ritualurile din Strandja sunt legate de anumite zile ale anului, care în cele mai multe cazuri coincid cu sărbătorile bisericești din calendarul creștin. În mod tradițional, acestea sunt împărțite între o perioadă vară (începând cu Sfântul Gheorghe⁠(d), 6 mai) și o perioadă de iarnă (începând cu Sfântul Dumitru, 26 octombrie).  Cel mai mare festival din Strandja este sărbătorit la mijlocul lunii august în zona istorică Petrova Niva,⁠(d) în comemorarea răscoalei de Sfântul Ilie-Schimbarea la Față.  

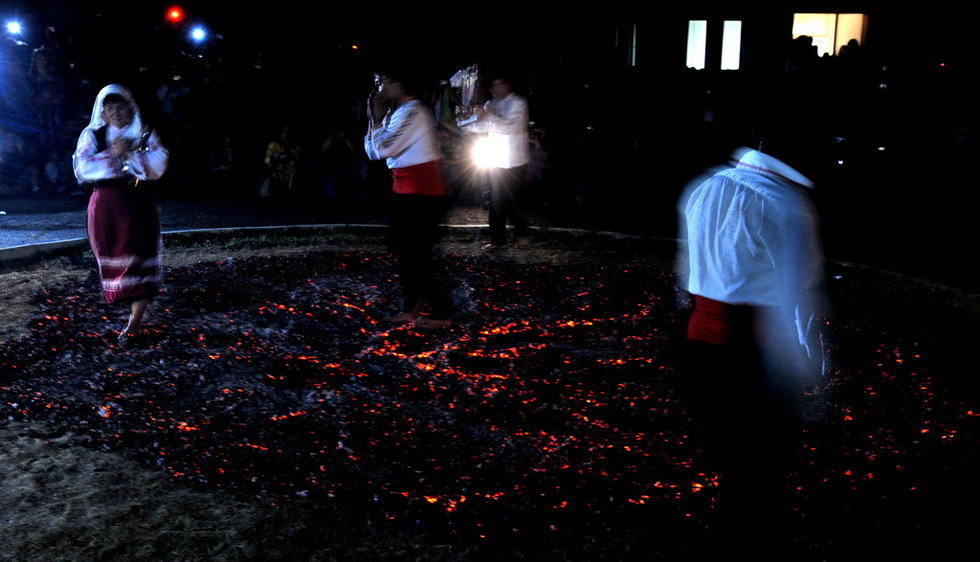
Nestinari în satul Bălgari

Cea mai caracteristică tradiție din Strandja este Nestinarstvo⁠(d), care implică un dans desculț pe tăciuni de brad⁠(d), executat de nestinari. Ritualul era practicat în mai multe sate bulgărești și grecești din regiune și a fost documentat pentru prima dată în 1862 de poetul bulgar Petko Slaveikov. Unii istorici spun că Nestinarstvo datează din vremurile tracice. Ritualul se desfășoară în zilele de sărbătoare ale Sfinților Constantin și Elena, pe 3 și 4 iunie, când o procesiune de pelerini formată din toți locuitorii, conduși de nestinari care poartă icoane, se îndreaptă către un izvor sfânt, lângă sat, unde sfințesc icoanele și dansează hora. După apusul soarelui, mulțimea face un foc mare de aproximativ 2 m lățime și 5 până la 6 cm grosime și dansează în jurul lui până când focul se domolește și rămân doar tăciuni. Dansul desculț al nestinarilor pe tăciunii de brad urmează ca punctul culminant al serii și este însoțit de ritmul tobei sacre și de sunetul unei gaide⁠(d) (cimpoi bulgăresc). După dans, picioarele nestinariului nu prezintă nicio urmă de răni sau arsuri. În trecut, ritualul se desfășura în satele Brodilovo, Gramatikovo, Kondolovo, Kosti și Slivarevo, dar în prezent Nestinarstvo se păstrează în forma sa autentică doar în satul Bălgari. 

## Amenințări și probleme de conservare

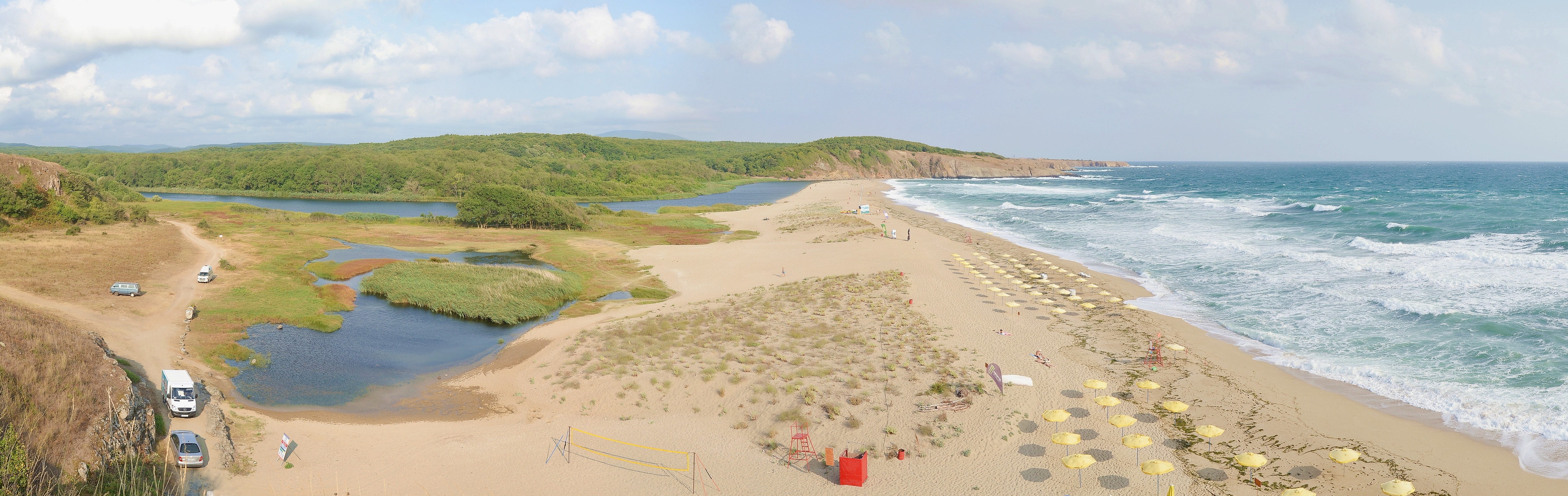
Plaja de la marginea parcului în apropiere de Sinemoreț

Principala amenințare la adresa parcului provine din dezvoltarea turistică necontrolată care a afectat coasta bulgară a Mării Negre încă de la începutul anilor 1990. Până în prezent, coasta Parcului Natural Strandja a rămas aproape intactă. Cel mai notabil exemplu este cazul complexului hotelier Golden Pearl de lângă satul Varvara, a cărui construcție a început în 2006, autorizată de primăria comunei Țarevo în baza unui plan urbanistic fără acord de mediu. După proteste, construcția a fost declarată ilegală mai târziu în acel an, dar primarul din Țarevo și investitorul au făcut apel la Curtea Supremă de Contencios Administrativ a Bulgariei⁠(d). În iunie 2007, Curtea a revocat statutul protejat al Parcului Natural Strandja cu ordinul nr. 6794 / 29.06.2007. După proteste masive, Adunarea Națională a adoptat legi care au asigurat continuarea statutului de zonă protejată al parcului. În 2008, Curtea a declarat ilegal complexul hotelier Golden Pearl, iar în 2012 șantierul a fost demolat.
Problemele privind dezvoltarea coastei parcului rămân deschise. Planul urbanistic al comunei Țarevo, adoptat în 2008 și aprobat de Ministerul Mediului și Apelor, prevede construirea de complexe de vacanță cu 75.000 de paturi pe teritoriul parcului și al rețelei Natura 2000. Drept urmare, Comisia Europeană a lansat o procedură de infringement împotriva Bulgariei, care a obligat Ministerul să retragă acordul de mediu pentru planul urbanistic în 2010, dar decizia a fost anulată din nou de Curtea Supremă de Contencios Administrativ. Planul de management al Parcului Natural Strandja, elaborat în 2003, nu a fost încă aprobat de Ministerul Mediului și Apelor.